# Маријана Грегоран
Маријана Грегоран (Ходошан, код Чаковца, 24. јануар 1921 — Јајинци, код Београда, 19. септембар 1941) била је текстилна радница и учесница Народноослободилачке борбе

## Биографија
Рођена је 24. јануара 1921. године у селу Ходошану, код Чаковца, у Међимурју. Дошла је у Београд неколико година пред рат. У раднички покрет укључила се као радница штофаре Владе Илића у Београду. У чланство Комунистичке партије Југославије (КПЈ) примљена је 1938. године. Узела је видног учешћа у организовању радника и активно учествовала у свим акцијама које је водила Партија. У 1939. и 1940. години штрајкови су све чешћи и масовнији и све више имају политички карактер. На Карабурми, радничком предграђу Београда, једно време је партијска организација развила најживљу активност међу текстилним радницима. Услови рада у штофари Владе Илића, а и у другим предузећима, били су све тежи, те је незадовољство међу радницима из дана у дан расло.  На збору радника у штофари Владе Илића у јесен 1939. године, састављени су захтеви које је радница Маријана Грегоран поднела власнику фабрике. Осетивши јаку радничку организацију, власник је обећао да ће удовољити захтевима. Међутим, после два дана почео је са репресалијама. Маријана Грегоран је добила моментални отказ, мотивисан грешком у раду. У знак протеста цело њено одељење обуставило је рад, а њему су се придружила и друга одељења. Отказ је повучен.
Учествовала у разним демонстрацијама и штрајковима у току 1939. и 1940. године. У јесен 1940. године постала је члан Месног комитета Савеза комунистичке омладине Југославије (СКОЈ) за Београд, а затим и чланица Покрајинског комитета СКОЈ-а за Србију.
После окупације Краљевине Југославије, 1941. године, радила је на организовању борбених акција у окупираном Београду.
Ухапшена је 25. августа 1941. на уличном састанку скојеваца. После страховитог мучења у Специјалној полицији пребачена је у Бањички логор и стрељана у првој групи жена  19. септембра 1941. године.
Указом Председништва АВНОЈ-а постхумно је 6. јула 1945. одликована Орденом заслуга за народ другог реда.
Њено име носи једна улица у београдском насељу Карабурма, где јој је 1984. подигнута спомен-биста.